# Nickelodeon Studios
Nickelodeon Studios foi um estúdio da Nickelodeon. Fundado em 1990, era localizado dentro da Universal Studios, em Orlando, Florida. O estúdio era responsável pelas atrações do canal Nickelodeon. Foi desativado em 2005, depois que a Nickelodeon decidiu transferir seus estúdios para o Nickelodeon on Sunset Studios, em Hollywood, Califórnia.
O estúdio foi fechado, porque a DreamWorks, empresa cinematográfica  também da Viacom, deixou a cinematografia comum, para se dedicar às  animações, como faz até hoje. Porém, os estúdios da empresa em Hollywood, eram grandes, bem equipados e muito modernos, 5 vezes maior do que os estúdios brasileiros CDT da Anhanguera, do SBT, RecNov, da Record e Estúdios Globo, da Rede Globo. Para não desativá-los, a Viacom transferiu as operações da Nickelodeon para o local, e isso fez bem para o canal, que passou a produzir dezenas de séries ao ano, além de muitos telefilmes. Eventualmente, já foi usado para produções da MTV e Comedy Central.

## Cápsula do tempo

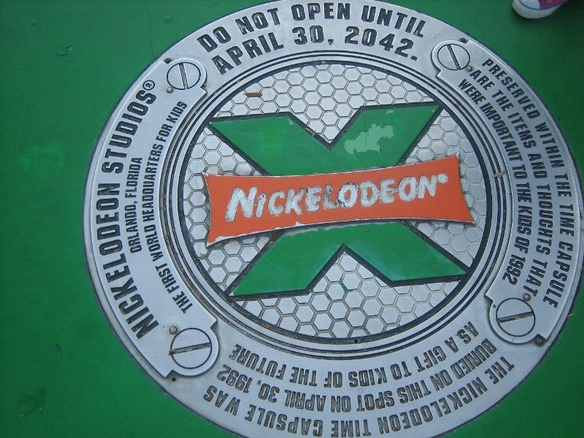
A cápsula do tempo antes da transferência para o Nickelodeon Suites Resort.

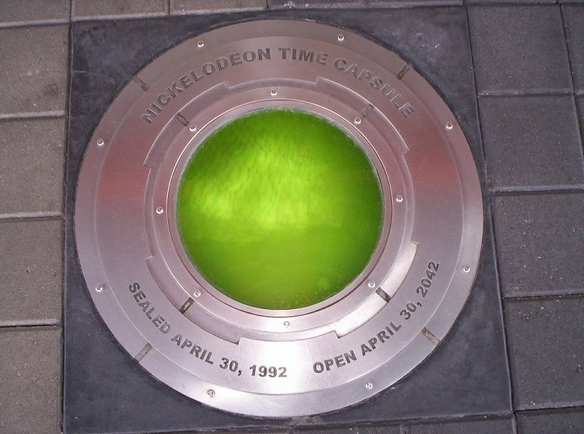
A cápsula do tempo após a transferência para o Nickelodeon Suites Resort.

No dia 30 de abril de 1992 foi enterrada em frente ao estúdio, uma cápsula do tempo. Porém com o fechamento do estúdio 13 anos depois, ela foi transferida para o Nickelodeon Suites Resort. A cápsula do tempo será aberta em 30 de abril de 2042, 50 anos após ser enterrada.